# Перес, Яку
Яку Сача Перес Гартамбель (исп. Yaku Sacha Pérez Guartambel, род. 26 февраля 1969, Куэнка, Эквадор), известный как "Яку Перес", — эквадорский политик, борец за права коренных народов, правозащитник, кандидат на пост президента страны на выборах 2021 и 2023 годов.
Будучи этническим каньяри, является членом эко-социалистической партии Движение за многонациональное единство Пачакутик. 14 мая 2019 года был избран префектом провинции Асуай. В качестве бывшего президента правозащитной группы ECUARUNARI стал известен в Эквадоре во время демонстраций 2019 года против неолиберальной экономической политики президента Ленина Морено. Описанный как «активист движения против горнодобывающей промышленности», принимал участие в протестах против усилий по приватизации водных ресурсов и предлагаемого экологически опасного горнодобывающего проекта Кимсакоча, в результате чего ему было предъявлено обвинение в терроризме. Хотя Перес является левым, как и бывший президент-социалист Рафаэль Корреа, он известен своей критикой экстрактивистского экономического курса последнего, в частности выступал против мер по добыче полезных ископаемых, которые отстаивал экс-президент и его союзники.

## Биография
Яку Перес родился в Куэнке провинции Асуай 26 февраля 1969 года и получил имя Карлос Ранульфо. Перес получил степень доктора юриспруденции в Университете Куэнки со специализацией в области правосудия коренных народов, экологического права, уголовного права и криминологии. Кроме этого, имеет диплом в области Управлении водосборными бассейнами и народонаселение.
В 2017 году официально изменил своё имя на Яку Сача, что на языке кечуа означает "водный/речной лес" (yaku "вода; река", sacha "лес"; первое слово (в данном случае существительное yaku выполняет функцию прилагательного) выступает определением ко второму), заявив, что посоветовался и со своей матерью, и с Пачамамой, прежде чем изменить своё имя. Принадлежит к племени каньяри народа кечуа.
Первая жена Переса, Вероника Севальос, скончалась в 2012 году. Позже Перес женился на Мануэле Пик, бразильско-американской феминистски, ,правозащитнице и научном работнике, которая позже бежала из Эквадора из-за политических преследований.

## Политическая карьера
После участия в Федерации организаций коренных народов и крестьян в 1996 году Перес стал членом городского совета города Куэнка. В 2002 году участвовал в акциях протеста против Лусио Гутьерреса, который пытался приватизировать системы водоснабжения.
Во время президентства Рафаэля Корреа ему были предъявлены обвинения в «саботаже и терроризме» за блокирование дорог в знак протеста против горнодобывающего проекта Кимсакоча.
Перес объявил о своей кандидатуре на пост президента Эквадора на выборах 2017 года, но проиграл праймериз в Движении за многонациональное единство Пачакутик члену Национального собрания Лурдес Тибану. После этого поддержал правоцентристского оппозиционного кандидата Гильермо Лассо во втором туре против заместителя Корреа, кандидата от Альянса PAIS Ленина Морено, заявив: «Банкир предпочтительнее диктатуры, которая лишила нас наших территорий, которая провозгласила исключительное положение, которое заперло нас в тюрьме».
В 2017 году он был избран руководителем Координационного комитета коренных народов Анд.
В мае 2019 года Перес был избран префектом провинции Асуай. Во время своего пребывания на посту префекта уделял приоритетное внимание экологической политике, продвигая использование велосипедов и отказ от пластиковых подушек безопасности.
Особенно стал известен в стране благодаря своей роли в демонстрациях 2019 года против неолиберальной экономической политики президента Ленина Морено.
Принадлежит к правой фракции Пачакутика, защищающей «гибких и открытых левых», враждебных авторитарной политике Рафаэля Корреа в поддержку развития. Считает, что соглашение о свободной торговле с США не является необоснованным предложением, в зависимости от его деталей.

### Президентская кампания 2021
Был кандидатом на всеобщих выборах в Эквадоре 2021 года, заняв третье место в первом туре. Первоначальные экзит-поллы показали, что он набрал 20%, занял второе место и, следовательно, вероятно, выйдет во второй раунд против кандидата левых Андреса Арауса. Перед вторым туром неожиданно поддержал кандидата правых Гильермо Лассо, что обеспечило тому минимальную победу во втором туре. В своем первом заявлении после объявления частичных результатов Перес приветствовал «победу экологии и защиты воды».
19 мая 2021 года вышел из Пачакутик из-за несогласия с совместной работой фракции партии в парламенте с правым блоком при избрании нового спикера Национального собрания.  Ранее он выражал своё несогласие с любым законодательным союзом как с правым блоком, так и с левым "Союзом ради надежды".